# Tinearia alternata
Tinearia alternata é uma espécie de mosquito da família Psychodidae.